# Fåribbad trattkaktus
Fåribbad trattkaktus (Eriosyce paucicostata) är en art inom trattkaktussläktet och familjen kaktusväxter, som har sin naturliga utbredning i Chile.

## Beskrivning
Fåribbad trattkaktus är en solitärväxande, klotformad till cylindrisk kaktus som blir 15 till 30 centimeter hög och 6 till 15 centimeter i diameter. Den är uppdelad i 8 till 13 vårtindelade åsar. På vårtorna sitter styva svarta taggar som blir grå med åldern. Taggarna består av 1 till 4 centraltaggar som blir 2 till 4 centimeter långa. Runt dessa sitter 5 till 8 radiärtaggar, som blir 1,5 till 3 centimeter långa. Blommorna är klockformade till trattformade, och blir från 3 till 5 centimeter långa och 3 till 5 centimeter i diameter. Blommorna är blekt rödaktigt vita. Frukten är rödaktig när den mognat.

## Underarter
Fåribbad trattkaktus (E. paucicostata ssp. paucicostata)
Den har taggar som nästan enbart är krökta uppåt.
Hårig trattkaktus (E. paucicostata ssp. floccosa) (F.Ritter) Ferryman 2003
Den har långt vitt hår som utvecklas ur areolerna, och växer endast i regionen Blanco Encalada.
E. paucicostata ssp. echinus (F.Ritter) Ferryman 2005
Taggarna är utsträckta och styva och även den har långt vitt hår som utvecklas ur areolerna.

## Synonymer
E. paucicostata ssp. paucicostata
Horridocactus paucicostatus F.Ritter 1959
Pyrrhocactus paucicostatus (F.Ritter) F.Ritter 1959
Neochilenia paucicostata (F.Ritter) Backeb. 1962
Neoporteria paucicostata (F.Ritter) Donald & G.D.Rowley 1966
Eriosyce taltalensis ssp. paucicostata (F.Ritter) Katt. 1994
E. paucicostata ssp. echinus
Pyrrhocactus echinus F.Ritter 1963
Horridocactus echinus (F.Ritter) Backeb. 1963
Neoporteria echinus (F.Ritter) Ferryman 1991
Eriosyce taltalensis ssp. echinus (F.Ritter) Katt. 1994
E. paucicostata ssp. floccosa
Pyrrhocactus floccosus F.Ritter 1963
Neochilenia floccosa (F.Ritter) Backeberg 1963
Neoporteria floccosa (F.Ritter) J.Lode 1992
Eriosyce taltalensis var. floccosa (F.Ritter) Katt. 1994